# Bernard Roger (Foix)
Bernard Roger († zwischen 1036 und 1038) war ein Graf von Couserans sowie Herr von Foix. Er war der zweite Sohn seines Vorgängers Graf Roger des Alten und dessen Ehefrau Adelais. Weiterhin war er durch Heirat als Bernard I. Roger Graf von Bigorre.

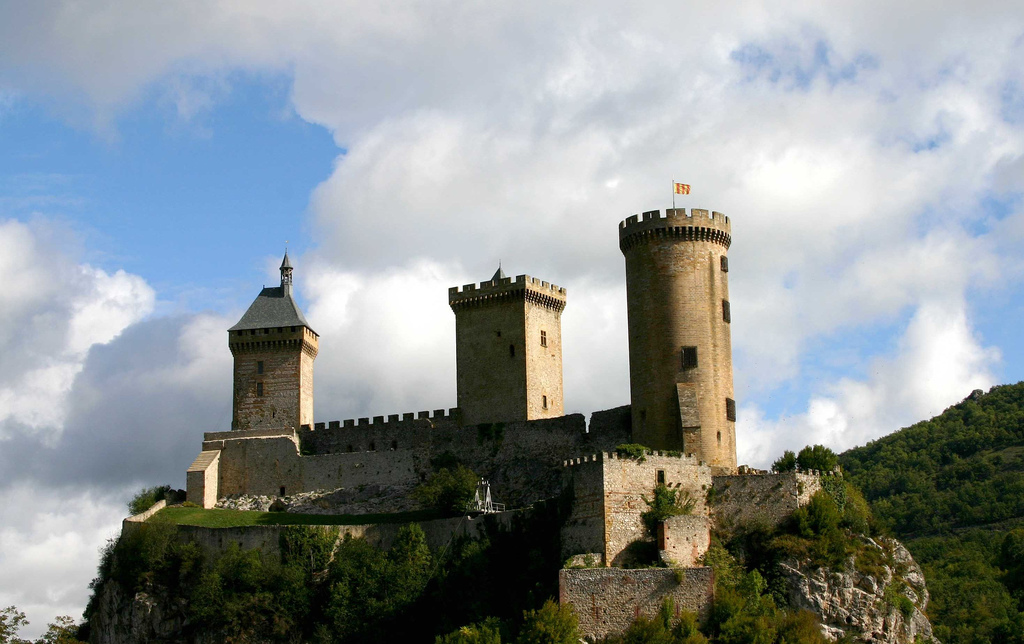
Die Burg von Foix

Bernard Roger wird bereits im Jahr 1011 als Graf in einer Urkunde der Abtei Saint-Hilaire bei Limoux genannt, wahrscheinlich war er schon einige Zeit Mitregent seines Vaters, der im Jahr darauf verstarb.
Wenngleich Bernard Roger vermutlich noch den Titel eines Grafen von Couserans trug, gilt er allgemein als erster der Grafen von Foix. Die Burg von Foix war lediglich ein Teil der Domäne der Grafschaft Couserans, jedoch sollte sie unter Bernard Roger und seinen Nachfolgern zur Hauptresidenz der Grafen werden und damit auch zur neuen Namensgeberin ihres Territoriums. Bernard Roger selbst erweiterte die bereits bestehende Wehranlage um einen Turm, genannt Tour d’Arget (im Bild links), der an der Nordseite des Felsens das Tal des gleichnamigen Flusses beherrscht. Das Dach des Turmes wurde allerdings erst im 14. Jahrhundert aufgesetzt. Weiterhin förderte Bernard Roger während seiner Herrschaft den Bau einer Stadt am Fuße der Burg.
Über weitere Handlungen des Grafen ist nichts bekannt. Dennoch muss sein politischer Einfluss in jener Zeit sehr hoch gewesen sein, was sich aus den weitreichenden familiären Verbindungen seiner Familie schließen lässt.
Bernard Roger starb um die Jahre 1036 bis 1038 und soll für die damalige Zeit ein hohes Alter von über 70 Jahren erreicht haben. Er wurde in der Abtei St. Volusien bei Foix bestattet.

## Familie und Erbregelung
Graf Bernard Roger war verheiratet mit Arsinde/Gersende († um 1032 bis 1034), der Erbin der Grafschaft Bigorre. Ihre Kinder waren:
- Bernard II. († 1077), Graf von Bigorre
- Roger I. († 1067), Graf von Foix, als Roger II. Graf eines Teils von Carcassonne
- Peter Bernard († 1071), Graf von Couserans, ab 1067 Graf von Foix
- Heraclius, Bischof von Bigorre
- Gilberga/Ermensinde († am 1. Dezember 1049), verheiratet seit 1036 mit König Ramiro I. von Aragon
- Estefanía († 1058), verheiratet seit 1038 mit König García III. (V.) von Navarra

Ähnlich wie sein Vater traf Bernard Roger für seine Söhne die Entscheidung sein Erbe zu teilen. Der älteste Bernard erhielt das mütterliche Erbe Bigorre; das Haus Foix sollte dort aber schon nach einer Generation aussterben. 
Für den zweiten Sohn Roger aber entschied er die Grafschaft Couserans aufzuteilen, indem er Foix und weitere Burgen in dessen Umland wie Castelpenent und Lordat aus Couserans herauslöste und Roger mit diesen bedachte. Für dieses neue Territorium, das pays de Foix (Land von Foix), sollte Roger mit gräflichen Rechten ausgestattet werden, wodurch letztlich die Grafschaft Foix begründet wurde. Für den dritten Sohn Peter Bernard verblieb lediglich das verkleinerte Couserans. Da allerdings dessen älterer Bruder ohne Erben sterben sollte, vereinte Peter Bernard beide Territorien wieder.